# Inquadratura
Nel cinema e in fotografia, l'inquadratura è la porzione di spazio fisico (un ambiente, un paesaggio, etc.) inquadrata dall'obiettivo della macchina da presa o della fotocamera. L'atto di inquadrare consente di delimitare con precisione lo spazio che sarà ripreso e al contempo di escludere tutto il resto (che rimarrà "fuori campo", ossia all'esterno del campo visivo dell'osservatore).
Nel caso del cinema, essendo l'inquadratura protratta per un determinato periodo di tempo (la durata della ripresa), in fase di montaggio assume il significato di "unità di montaggio": è la porzione della ripresa che rimane integra, a seguito della decisione del montatore di non tagliarla. Le singole inquadrature, una volta montate nell'ordine voluto, formano le scene e le sequenze del film.
L'inquadratura cinematografica non si distingue solo in base alla distanza, all'altezza o all'angolazione di ripresa. Quando guardiamo un film, possiamo trovarci di fronte a inquadrature fisse (statiche) e a inquadrature in movimento (dinamiche).

## Inquadratura nel cinema: definizioni
In base alla distanza (che può essere reale o simulata nel caso dello zoom) tra la macchina da presa e ciò che è ripreso, le inquadrature vengono classificate in campi quando l'ambiente è predominante sulla figura umana, ed in piani o dettagli quando la figura umana è il soggetto principale inquadrato.
In base al "punto di vista" che lo spettatore percepisce, l'inquadratura è definita "oggettiva" quando è neutrale, e "soggettiva" quando mostra il punto di vista di uno dei personaggi (o anche di un oggetto, di un animale, etc.). L'inquadratura di quinta invece viene spesso utilizzata per riprendere i dialoghi e comprende oltre a un soggetto, anche parte dell'interlocutore dalla spalla in su.
Le inquadrature si definiscono "fisse" quando l'angolo di campo rimane costante e la macchina da presa non compie movimenti. Nel caso variasse l'angolo di campo, l'inquadratura è definita "carrellata ottica" quando la macchina da presa si sposta fisicamente, mentre si definisce "zoommata" (o "zoomata") quando la macchina da presa è ferma e si muovono le lenti dell'obiettivo, allargando o restringendo il campo inquadrato. 
In base al tipo di movimento compiuto dalla macchina da presa, l'inquadratura può essere definita come "carrellata" o "panoramica".
In base alla messa a fuoco, l'inquadratura può essere "a fuoco", oppure "sfuocata" (detta anche "flou").
Un "fermo immagine", infine, è una inquadratura composta da un singolo fotogramma ripetuto più volte (si ottiene col montaggio).
Altre definizioni più tecniche possono essere utilizzate in base al tipo di attrezzatura utilizzata, alla combinazione di più movimenti o alla presenza di effetti particolari. Ad esempio, un'inquadratura definita in inglese hand-held shot, è ottenuta con la "camera a mano"; un "effetto Vertigo" è ottenuto combinando una carrellata e una zoommata.
Si parla di camera-car quando la macchina da presa è montata su un'automobile che consente maggior velocità di spostamento.
Col termine travelling si indicano movimenti di macchina più complessi che uniscono alle possibilità dinamiche di panoramiche e carrelli quelle di far salire e scendere la cinepresa. Tali movimenti si realizzano con macchine come la gru (in particolare la louma), che permette una notevole possibilità di elevazione (e quindi di filmare da punti di vista altissimi), e il più agevole dolly, in cui la macchina da presa è fissata su un braccio mobile collocato su un veicolo a ruote, che permette movimenti fluidi all'interno di spazi più stretti.

## Galleria d'immagini

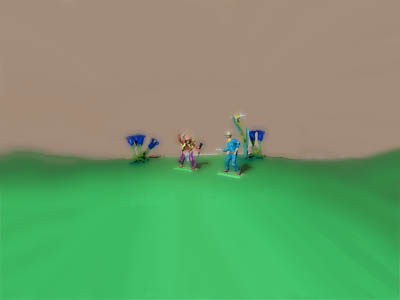
Campo lungo estremo
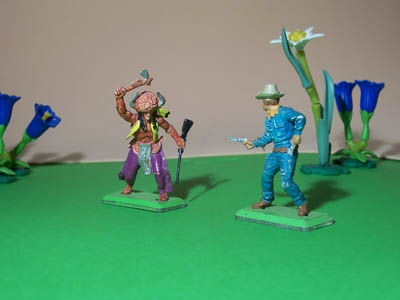
Campo lungo
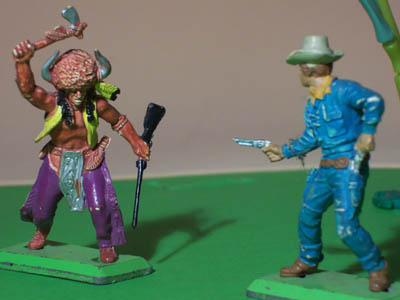
Inquadratura intera (inquadratura in figura, inquadratura completa, inquadratura medio-lunga)
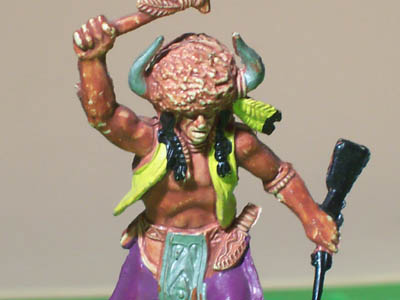
Campo americano (campo 3/4)
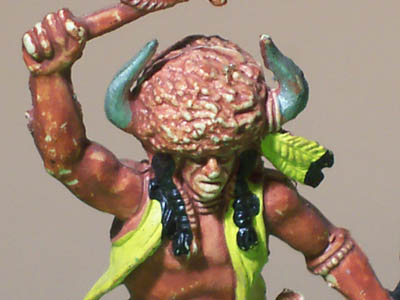
Campo Medio
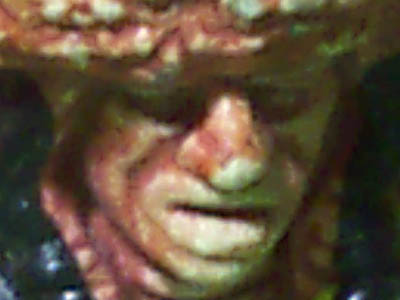
Primo piano
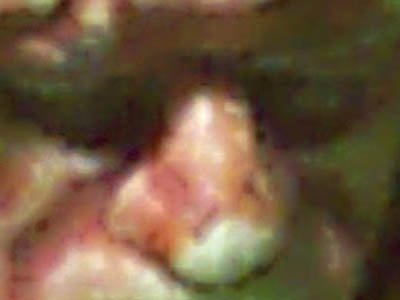
Campo italiano (primo piano estremo)